# Славяново
Славя́ново (болг. Славяново) — місто в Плевенській області Болгарії. Входить до складу общини Плевен.

## Населення
За даними перепису населення 2011 року у місті проживали 3868 осіб.
Національний склад населення міста:
| Національність   | Кількість осіб | Відсоток |
| ---------------- | -------------- | -------- |
| болгари          | 2660           | 73,0%    |
| турки            | 946            | 26,0%    |
| не визначились   | 34             | 0,9%     |
| Всього відповіли | 3643           |          |

Розподіл населення за віком у 2011 році:
Динаміка населення: